# USP7
USP7（Ubiquitin-specific-processing protease）は、ヒトではUSP7遺伝子にコードされる酵素であり、HAUSP（herpesvirus-associated ubiquitin-specific protease）やubiquitin carboxyl-terminal hydrolase 7の名称でも知られる。

## 機能

### p53の調節
USP7（HAUSP）はユビキチン特異的プロテアーゼ（脱ユビキチン化酵素）であり、基質からユビキチンを切断除去する。一般的にユビキチン化（ポリユビキチン化）は細胞のタンパク質の安定性と分解と関係しているため、HAUSPの活性は一般的に基質タンパク質を安定化する。
HAUSPはMdm2の直接的なアンタゴニストであることで最もよく知られている。Mdm2はがん抑制タンパク質のp53に対するE3ユビキチンリガーゼである。通常はp53のレベルは低く維持されているが、その一部はMdm2を介したユビキチン化と分解によるものである。HAUSPは発がん性損傷に応答してp53を脱ユビキチン化し、Mdm2を介した分解から保護する。このことから、HAUSPはストレスに応答して迅速にp53の安定化を行うがん抑制機能を有している可能性が示唆される。
MycやアデノウイルスE1Aなどからの発がん性シグナルからのp53の活性化はARFの発現誘導を介して行われると考えられているが、一方でこうしたシグナルによるp53の活性化にはARFは必要不可欠ではないことも一部の研究では示唆されている。HAUSPはこうした発がん性損傷に対する安全装置として、p53活性化の代替的経路となっている可能性がある。

### 転写調節における役割
USP7はヒストンH2Bを脱ユビキチン化し、ショウジョウバエではこの活性は遺伝子サイレンシングと関係している。USP7は代謝酵素であるGMPシンターゼ（GMPS）と結合し、この結合はUSP7のH2Bに対する脱ユビキチン化活性を促進する。USP7-GMPS複合体はショウジョウバエのポリコーム領域にリクルートされ、ホメオティック遺伝子のエピジェネティックなサイレンシングに寄与する。

## ヘルペスウイルスとの結合
USP7はもともと単純ヘルペスウイルス（HSV）のICP0タンパク質に結合するタンパク質として同定された。HAUSPという名称はこのことに由来している。ICP0は自身や特定の細胞タンパク質のユビキチン化とその後の分解に関与するE3ユビキチンリガーゼである。USP7はICP0の自己ユビキチン化と分解を調節することが示されている。
より近年になって、USP7がエプスタイン・バール・ウイルス（EBV、他のヘルペスウイルス）のEBNA1タンパク質とも相互作用することが発見された。EBVには発がん性があり、いくつかのヒトのがんと関係していることから、この相互作用は特に興味深いものとなっている。EBNA1はUSP7への結合をめぐってp53と競合する。細胞内でEBNA1はUSP7をp53から隔離してp53の安定化を弱め、細胞をがん化しやすい状態にする。こうしたUSP7の隔離によるp53の機能の低下は、EBNA1がEBVの発がん性に寄与する方法の1つである。さらに、ヒトのUSP7はGMPSと複合体を形成し、この複合体がEBVのゲノム配列へリクルートされることも示されている。ヒト細胞ではUSP7はヒストンH2Bの脱ユビキチン化に重要であり、同様にEBVのゲノムに取り込まれたヒストンH2Bの脱ユビキチン化にも重要である。このようにUSP7はウイルス遺伝子の発現の調節にも重要である可能性がある。

## 臨床的意義
USP7の機能喪失型変異は神経発達障害と関係しており、その症状には発達遅滞/知的障害、自閉症スペクトラム障害、てんかんの有病率の増加、脳のMRIの異常、運動性発話障害が含まれ、一部の患者は完全に発話ができない。
USP7はMdm2をユビキチン化して分解し、p53の活性を増加させるため、老化細胞除去薬としての可能性がある。

## 相互作用
USP7はアタキシン1、クラスピン、p53と相互作用することが示されている。ヒトの75種類の脱ユビキチン化酵素の相互作用パートナーのプロテオーム解析により、USP7の新たな結合パートナーが明らかにされている。
既知のUSP7/HAUSPの結合パートナーの一部を次に挙げる。
- p53
- Mdm2[21]
- Mdm4（英語版）/MdmX
- FOXO4
- Daxx（英語版）
- PTEN
- MARCH7（英語版）
- UVSSA（英語版）[25]

## 関連文献
- “Deubiquitinating enzymes: a new class of biological regulators”. Critical Reviews in Biochemistry and Molecular Biology 33 (5):  337–52. (1999). doi:10.1080/10409239891204251. PMID 9827704.
- “HAUSP/USP7 as an Epstein-Barr virus target”. Biochemical Society Transactions 32 (Pt 5):  731–2. (Nov 2004). doi:10.1042/BST0320731. PMID 15494000.
- “A novel ubiquitin-specific protease is dynamically associated with the PML nuclear domain and binds to a herpesvirus regulatory protein”. The EMBO Journal 16 (3):  566–77. (Feb 1997). doi:10.1093/emboj/16.3.566. PMC 1169660. PMID 9034339.
- “A novel ubiquitin-specific protease is dynamically associated with the PML nuclear domain and binds to a herpesvirus regulatory protein”. The EMBO Journal 16 (7):  1519–30. (Apr 1997). doi:10.1093/emboj/16.7.1519. PMC 1169756. PMID 9130697.
- “A diverse family of proteins containing tumor necrosis factor receptor-associated factor domains”. The Journal of Biological Chemistry 276 (26):  24242–52. (Jun 2001). doi:10.1074/jbc.M100354200. PMID 11279055.
- “Deubiquitination of p53 by HAUSP is an important pathway for p53 stabilization”. Nature 416 (6881):  648–53. (Apr 2002). doi:10.1038/nature737. PMID 11923872.
- “USP7, a ubiquitin-specific protease, interacts with ataxin-1, the SCA1 gene product”. Molecular and Cellular Neurosciences 20 (2):  298–306. (Jun 2002). doi:10.1006/mcne.2002.1103. PMID 12093161.
- “Crystal structure of a UBP-family deubiquitinating enzyme in isolation and in complex with ubiquitin aldehyde”. Cell 111 (7):  1041–54. (Dec 2002). doi:10.1016/S0092-8674(02)01199-6. PMID 12507430.
- “Protein interaction domains of the ubiquitin-specific protease, USP7/HAUSP”. The Journal of Biological Chemistry 278 (48):  47753–61. (Nov 2003). doi:10.1074/jbc.M307200200. PMID 14506283.
- “Comprehensive proteomic analysis of human Par protein complexes reveals an interconnected protein network”. The Journal of Biological Chemistry 279 (13):  12804–11. (Mar 2004). doi:10.1074/jbc.M312171200. PMID 14676191.
- “A dynamic role of HAUSP in the p53-Mdm2 pathway”. Molecular Cell 13 (6):  879–86. (Mar 2004). doi:10.1016/S1097-2765(04)00157-1. PMID 15053880.
- “Tumour suppression: disruption of HAUSP gene stabilizes p53”. Nature 428 (6982):  1 p following 486. (Apr 2004). doi:10.1038/nature02501. PMID 15058298.
- “A RING finger ubiquitin ligase is protected from autocatalyzed ubiquitination and degradation by binding to ubiquitin-specific protease USP7”. The Journal of Biological Chemistry 279 (37):  38160–8. (Sep 2004). doi:10.1074/jbc.M402885200. PMID 15247261.
- “Large-scale characterization of HeLa cell nuclear phosphoproteins”. Proceedings of the National Academy of Sciences of the United States of America 101 (33):  12130–5. (Aug 2004). doi:10.1073/pnas.0404720101. PMC 514446. PMID 15302935.
- “Structure of the p53 binding domain of HAUSP/USP7 bound to Epstein-Barr nuclear antigen 1 implications for EBV-mediated immortalization”. Molecular Cell 18 (1):  25–36. (Apr 2005). doi:10.1016/j.molcel.2005.02.029. PMID 15808506.